# Schwimm- und Sportverein Ulm 1846 2000-2001
Questa voce raccoglie le informazioni riguardanti il Schwimm- und Sportverein Ulm 1846 nelle competizioni ufficiali della stagione 2000-2001.

## Stagione
Nella stagione 2000-2001 l'Ulm, allenato da Martin Andermatt, Peter Assion e Hermann Gerland, concluse il campionato di 2. Bundesliga al 16º posto e fu retrocesso in Regionalliga. In Coppa di Germania l'Ulm fu eliminato agli ottavi di finale dall'Union Berlino.

## Rosa
| N. |                                 | Ruolo | Calciatore       |
| -- | ------------------------------- | ----- | ---------------- |
| 1  | Svizzera (bandiera)             | P     | Andreas Hilfiker |
| 2  | Germania (bandiera)             | D     | Marco Konrad     |
| 3  | Brasile (bandiera)              | D     | Vragel da Silva  |
| 4  | Germania (bandiera)             | D     | Joachim Stadler  |
| 5  | Germania (bandiera)             | D     | Uwe Grauer       |
| 6  | Germania (bandiera)             | C     | Oliver Otto      |
| 7  | Bosnia ed Erzegovina (bandiera) | C     | Adnan Kevric     |
| 8  | Turchia (bandiera)              | C     | Ünal Demirkiran  |
| 9  | Paesi Bassi (bandiera)          | A     | Hans van de Haar |
| 10 | Polonia (bandiera)              | C     | Janusz Góra      |
| 11 | Serbia e Montenegro (bandiera)  | A     | Dragan Trkulja   |
| 13 | Serbia e Montenegro (bandiera)  | A     | Sreto Ristić     |
| 14 | Ungheria (bandiera)             | D     | Janos Radoki     |
| 15 | Germania (bandiera)             | D     | Oliver Unsöld    |
| 16 | Bulgaria (bandiera)             | A     | Misho Mihaylov   |
| 17 | Turchia (bandiera)              | A     | Serdar Erdinc    |

| N. |                       | Ruolo | Calciatore            |
| -- | --------------------- | ----- | --------------------- |
| 18 | Germania (bandiera)   | C     | Rainer Scharinger     |
| 19 | Germania (bandiera)   | C     | Bernd Maier           |
| 20 | Germania (bandiera)   | A     | Sascha Rösler         |
| 21 | Islanda (bandiera)    | D     | Helgi Kolviðsson      |
| 22 | Germania (bandiera)   | C     | Matthias Lehmann      |
| 23 | Croazia (bandiera)    | A     | Daniel Kovačević      |
| 24 | Germania (bandiera)   | D     | Andreas Saur          |
| 25 | Germania (bandiera)   | C     | Ralf Zimmermann       |
| 26 | Zambia (bandiera)     | D     | Lloyd Mumba           |
| 27 | Germania (bandiera)   | D     | Udo Schrötter         |
| 28 | Germania (bandiera)   | C     | Marco Mangold         |
| 29 | Croazia (bandiera)    | D     | Vladimir Vuk          |
| 30 | Germania (bandiera)   | P     | Holger Betz           |
| 32 | Germania (bandiera)   | P     | Christian Krieglmeier |
| 33 | Brasile (bandiera)    | A     | Leandro               |
| 35 | Slovacchia (bandiera) | A     | Tomáš Medveď          |

## Organigramma societario
Area tecnica
- Allenatore: Peter Assion
- Allenatore in seconda: Hans Kodric
- Preparatore dei portieri: Ralf Santelli
- Preparatori atletici:

## Calciomercato

### Sessione estiva
| Acquisti | Acquisti              | Acquisti          | Acquisti |
| R.       | Nome                  | da                | Modalità |
| -------- | --------------------- | ----------------- | -------- |
| A        | Misho Mihaylov        | Velbažd           |          |
| P        | Andreas Hilfiker      | TeBe Berlino      |          |
| C        | Adnan Kevric          | Kickers Stoccarda |          |
| D        | Helgi Kolviðsson      | Magonza           |          |
| A        | Daniel Kovačević      | Sebenico          |          |
| P        | Christian Krieglmeier | Augusta           |          |
| C        | Matthias Lehmann      | Ulma (juniores)   |          |
| A        | Tomáš Medveď          | Petržalka         |          |
| D        | Vragel da Silva       | Karlsruhe         |          |
| D        | Vladimir Vuk          | Varaždin          |          |

| Cessioni | Cessioni       | Cessioni          | Cessioni |
| R.       | Nome           | a                 | Modalità |
| -------- | -------------- | ----------------- | -------- |
| D        | Tamás Bódog    | SpVgg Au/Iller    |          |
| D        | Frank Kinkel   | Magonza           |          |
| C        | Markus Pleuler | Kickers Stoccarda |          |
| D        | Rui Marques    | Hertha Berlino    |          |
| P        | Oliver Tuzyna  | Heilbronn         |          |
| A        | David Zdrilić  | Unterhaching      |          |

### Sessione invernale
| Acquisti | Acquisti     | Acquisti       | Acquisti |
| R.       | Nome         | da             | Modalità |
| -------- | ------------ | -------------- | -------- |
| D        | Lloyd Mumba  | Lusaka Dynamos |          |
| A        | Sreto Ristić | Campomaiorense |          |

| Cessioni | Cessioni   | Cessioni   | Cessioni |
| R.       | Nome       | a          | Modalità |
| -------- | ---------- | ---------- | -------- |
| C        | Evans Wise | Elversberg |          |

## Risultati

### 2. Bundesliga

#### Girone di andata
| Arbitro: | Wack |

|           |           |                       |
| Zeyer 71’ | Marcatori | 44’ Kevric 63’ Medveď |

| Arbitro: | Merk |

|  |           |          |
|  | Marcatori | 44’ Wück |

| Arbitro: | Schößling |

|                                                               |           |  |
| Korzynietz 8’ van Lent 29’ Witeczek 51’ Houdt 53’ Osthoff 72’ | Marcatori |  |

| Arbitro: | Strampe |

|                               |           |               |
| Unsöld 48’ Leandro 59’ (rig.) | Marcatori | 50’, 72’ Türr |

| Arbitro: | Frank |

|          |           |  |
| Kluge 2’ | Marcatori |  |

| Arbitro: | Pickel |

|                                       |           |                |
| Leandro 18’ Rösler 73’ Scharinger 90’ | Marcatori | 71’ Bartolović |

| Arbitro: | Scheppe |

|                        |           |          |
| Claaßen 8’ Thioune 10’ | Marcatori | 90’ Otto |

| Arbitro: | Wagner |

|                                              |           |                                                  |
| Rösler 41’ Scharinger 55’ Leandro 90’ (rig.) | Marcatori | 50’ (rig.) Däbritz 84’ Morinas 86’ (rig.) Molata |

| Arbitro: | Minskowski |

|  |           |              |
|  | Marcatori | 87’ Luginger |

| Arbitro: | Rafati |

|  |           |                                 |
|  | Marcatori | 59’ Rösler 62’ Leandro 70’ Otto |

| Arbitro: | Weber |

|                              |           |         |
| Kolviðsson 62’, 66’ Góra 90’ | Marcatori | 89’ Xie |

| Arbitro: | Sippel |

|            |           |  |
| Meggle 30’ | Marcatori |  |

| Arbitro: | Margenberg |

|  |           |            |
|  | Marcatori | 24’ Möckel |

| Arbitro: | Anklam |

|          |           |  |
| Bella 5’ | Marcatori |  |

| Arbitro: | Kemmling |

|           |           |  |
| Maier 30’ | Marcatori |  |

| Arbitro: | Meyer |

|                      |           |                            |
| Becker 31’ Traub 58’ | Marcatori | 44’ Leandro 51’ Scharinger |

| Arbitro: | Kreyer |

|            |           |             |
| Rösler 58’ | Marcatori | 35’ Blessin |

#### Girone di ritorno
| Arbitro: | Späker |

|            |           |                                            |
| Rösler 19’ | Marcatori | 24’ (aut.) Unsöld 32’ Policella 86’ Ebbers |

| Arbitro: | Heynemann |

|                   |           |                |
| Weissenberger 43’ | Marcatori | 40’ Scharinger |

| Arbitro: | Späker |

|                 |           |  |
| Góra 53’ (aut.) | Marcatori |  |

| Arbitro: | Kinhöfer |

|                              |           |                                                 |
| Kovačević 81’ Scharinger 90’ | Marcatori | 38’ Avest 52’ (rig.), 68’ (rig.) Demo 88’ Houdt |

| Arbitro: | Voss |

|                             |           |  |
| Rösler 32’, 81’ Leandro 44’ | Marcatori |  |

| Arbitro: | Wack |

|              |           |               |
| Dikhtiar 73’ | Marcatori | 43’ Kovačević |

| Arbitro: | Margenberg |

|             |           |             |
| Leandro 70’ | Marcatori | 26’ Schütte |

| Arbitro: | Pickel |

|                         |           |  |
| Bounoua 21’ Štefulj 71’ | Marcatori |  |

| Arbitro: | Rafati |

|                                       |           |                    |
| Baumann 20’ Scharpenberg 34’ Judt 85’ | Marcatori | 38’ (rig.) Leandro |

| Arbitro: | Scheppe |

|  |           |                    |
|  | Marcatori | 64’ Hock 68’ Thurk |

| Arbitro: | Anklam |

|         |           |  |
| Xie 87’ | Marcatori |  |

| Arbitro: | Frank |

|                    |           |                                                 |
| de Haar 72’ (rig.) | Marcatori | 6’ (rig.), 31’ Meggle 20’ Stanislawski 81’ Rath |

| Arbitro: | Gagelmann |

|           |           |                       |
| David 46’ | Marcatori | 11’ Ristić 41’ Unsöld |

| Arbitro: | Stark |

|                       |           |  |
| Rösler 63’ Unsöld 82’ | Marcatori |  |

| Arbitro: | Steinborn |

|                                                       |           |  |
| Protzel 11’ Vukotić 16’ Vata 26’ Montero 55’ Rehm 74’ | Marcatori |  |

| Arbitro: | Meyer |

|                                    |           |                                    |
| Ristić 63’ (rig.) Traub 86’ (aut.) | Marcatori | 51’, 72’ (rig.) Djappa 74’ Sumiala |

| Arbitro: | Perl |

|                             |           |                                     |
| Zimmermann 11’ Silvinho 18’ | Marcatori | 24’, 31’ Scharinger 42’, 90’ Ristić |

### Coppa di Germania
| Arbitro: | Weiner |

|  |           |                          |
|  | Marcatori | 8’ Medveď 58’ Scharinger |

| Arbitro: | Fröhlich |

|                               |           |  |
| Rösler 52’ Leandro 90’ (rig.) | Marcatori |  |

| Arbitro: | Keßler |

|                                       |           |                                   |
| Isa 30’, 44’ Đurković 73’ Persich 81’ | Marcatori | 26’ Scharinger 75’ (rig.) Leandro |

## Statistiche

### Statistiche di squadra
| Competizione      | Punti | In casa | In casa | In casa | In casa | In casa | In casa | In trasferta | In trasferta | In trasferta | In trasferta | In trasferta | In trasferta | Totale | Totale | Totale | Totale | Totale | Totale | DR  |
| Competizione      | Punti | G       | V       | N       | P       | Gf      | Gs      | G            | V            | N            | P            | Gf           | Gs           | G      | V      | N      | P      | Gf     | Gs     | DR  |
| ----------------- | ----- | ------- | ------- | ------- | ------- | ------- | ------- | ------------ | ------------ | ------------ | ------------ | ------------ | ------------ | ------ | ------ | ------ | ------ | ------ | ------ | --- |
| 2. Bundesliga     | 34    | 17      | 5       | 4       | 8       | 25      | 28      | 17           | 4            | 3            | 10           | 17           | 30           | 34     | 9      | 7      | 18     | 42     | 58     | -16 |
| Coppa di Germania | -     | 1       | 1       | 0       | 0       | 2       | 0       | 2            | 1            | 0            | 1            | 4            | 4            | 3      | 2      | 0      | 1      | 6      | 4      | +2  |
| Totale            | 34    | 18      | 6       | 4       | 8       | 27      | 28      | 19           | 5            | 3            | 11           | 21           | 34           | 37     | 11     | 7      | 19     | 48     | 62     | -14 |

### Andamento in campionato
| Giornata  | 1 | 2  | 3  | 4  | 5  | 6  | 7  | 8  | 9  | 10 | 11 | 12 | 13 | 14 | 15 | 16 | 17 | 18 | 19 | 20 | 21 | 22 | 23 | 24 | 25 | 26 | 27 | 28 | 29 | 30 | 31 | 32 | 33 | 34 |
| --------- | - | -- | -- | -- | -- | -- | -- | -- | -- | -- | -- | -- | -- | -- | -- | -- | -- | -- | -- | -- | -- | -- | -- | -- | -- | -- | -- | -- | -- | -- | -- | -- | -- | -- |
| Luogo     | T | C  | T  | C  | T  | C  | T  | C  | C  | T  | C  | T  | C  | T  | C  | T  | C  | C  | T  | T  | C  | C  | T  | C  | T  | T  | C  | T  | C  | T  | C  | T  | C  | T  |
| Risultato | V | P  | P  | N  | P  | V  | P  | N  | P  | V  | V  | P  | P  | P  | V  | N  | N  | P  | N  | P  | P  | V  | N  | N  | P  | P  | P  | P  | P  | V  | V  | P  | P  | V  |
| Posizione | 6 | 10 | 13 | 12 | 13 | 11 | 13 | 13 | 14 | 13 | 12 | 13 | 14 | 14 | 13 | 14 | 14 | 14 | 14 | 15 | 15 | 14 | 14 | 14 | 15 | 16 | 17 | 17 | 17 | 17 | 17 | 17 | 17 | 16 |

Legenda:

Luogo: C = Casa; T = Trasferta. Risultato: V = Vittoria; N = Pareggio; P = Sconfitta.

### Statistiche dei giocatori
| Giocatore      | 2. Bundesliga | 2. Bundesliga | 2. Bundesliga | 2. Bundesliga | Coppa di Germania | Coppa di Germania | Coppa di Germania | Coppa di Germania | Totale   | Totale | Totale      | Totale     |
| Giocatore      | Presenze      | Reti          | Ammonizioni   | Espulsioni    | Presenze          | Reti              | Ammonizioni       | Espulsioni        | Presenze | Reti   | Ammonizioni | Espulsioni |
| -------------- | ------------- | ------------- | ------------- | ------------- | ----------------- | ----------------- | ----------------- | ----------------- | -------- | ------ | ----------- | ---------- |
| H. Betz        | 3             | 0             | 1             | 0             | 0                 | 0                 | 0                 | 0                 | 3        | 0      | 1           | 0          |
| Ü. Demirkiran  | 2             | 0             | 0             | 0             | 0                 | 0                 | 0                 | 0                 | 2        | 0      | 0           | 0          |
| S. Erdinc      | 0             | 0             | 0             | 0             | 0                 | 0                 | 0                 | 0                 | 0        | 0      | 0           | 0          |
| U. Grauer      | 20            | 0             | 3             | 0             | 1                 | 0                 | 0                 | 0                 | 21       | 0      | 3           | 0          |
| J. Góra        | 25            | 1             | 6             | 0             | 2                 | 0                 | 0                 | 0                 | 27       | 1      | 6           | 0          |
| A. Hilfiker    | 31            | 0             | 2             | 0             | 3                 | 0                 | 0                 | 0                 | 34       | 0      | 2           | 0          |
| A. Kevric      | 16            | 1             | 4             | 0             | 2                 | 0                 | 1                 | 0                 | 18       | 1      | 5           | 0          |
| H. Kolviðsson  | 29            | 2             | 2             | 0             | 3                 | 0                 | 0                 | 0                 | 32       | 2      | 2           | 0          |
| M. Konrad      | 14            | 0             | 2             | 0             | 0                 | 0                 | 0                 | 0                 | 14       | 0      | 2           | 0          |
| D. Kovačević   | 12            | 2             | 3             | 0             | 1                 | 0                 | 0                 | 0                 | 13       | 2      | 3           | 0          |
| C. Krieglmeier | 0             | 0             | 0             | 0             | 0                 | 0                 | 0                 | 0                 | 0        | 0      | 0           | 0          |
| L. Leandro     | 25            | 8             | 3             | 0             | 3                 | 2                 | 0                 | 0                 | 28       | 10     | 3           | 0          |
| M. Lehmann     | 4             | 0             | 0             | 0             | 0                 | 0                 | 0                 | 0                 | 4        | 0      | 0           | 0          |
| B. Maier       | 28            | 1             | 5             | 0             | 3                 | 0                 | 1                 | 0                 | 31       | 1      | 6           | 0          |
| M. Mangold     | 0             | 0             | 0             | 0             | 0                 | 0                 | 0                 | 0                 | 0        | 0      | 0           | 0          |
| T. Medveď      | 23            | 1             | 5             | 0             | 3                 | 1                 | 0                 | 0                 | 26       | 2      | 5           | 0          |
| S. Mende       | 0             | 0             | 0             | 0             | 0                 | 0                 | 0                 | 0                 | 0        | 0      | 0           | 0          |
| M. Mihaylov    | 5             | 0             | 0             | 0             | 0                 | 0                 | 0                 | 0                 | 5        | 0      | 0           | 0          |
| L. Mumba       | 0             | 0             | 0             | 0             | 0                 | 0                 | 0                 | 0                 | 0        | 0      | 0           | 0          |
| O. Otto        | 32            | 2             | 6             | 0             | 3                 | 0                 | 2                 | 0                 | 35       | 2      | 8           | 0          |
| J. Radoki      | 33            | 0             | 3             | 0             | 3                 | 0                 | 0                 | 0                 | 36       | 0      | 3           | 0          |
| S. Ristić      | 13            | 4             | 0             | 0             | 0                 | 0                 | 0                 | 0                 | 13       | 4      | 0           | 0          |
| S. Rösler      | 29            | 8             | 4             | 1             | 2                 | 1                 | 0                 | 1                 | 31       | 9      | 4           | 2          |
| A. Saur        | 0             | 0             | 0             | 0             | 0                 | 0                 | 0                 | 0                 | 0        | 0      | 0           | 0          |
| R. Scharinger  | 31            | 7             | 7             | 0             | 3                 | 2                 | 0                 | 0                 | 34       | 9      | 7           | 0          |
| U. Schrötter   | 3             | 0             | 0             | 1             | 0                 | 0                 | 0                 | 0                 | 3        | 0      | 0           | 1          |
| V. Silva       | 16            | 0             | 4             | 1             | 3                 | 0                 | 1                 | 0                 | 19       | 0      | 5           | 1          |
| J. Stadler     | 18            | 0             | 3             | 0             | 2                 | 0                 | 0                 | 0                 | 20       | 0      | 3           | 0          |
| D. Trkulja     | 5             | 0             | 0             | 0             | 0                 | 0                 | 0                 | 0                 | 5        | 0      | 0           | 0          |
| O. Unsöld      | 32            | 3             | 8             | 1             | 3                 | 0                 | 0                 | 0                 | 35       | 3      | 8           | 1          |
| V. Vuk         | 0             | 0             | 0             | 0             | 0                 | 0                 | 0                 | 0                 | 0        | 0      | 0           | 0          |
| R. Zimmermann  | 11            | 0             | 1             | 0             | 0                 | 0                 | 0                 | 0                 | 11       | 0      | 1           | 0          |
| H. de Haar     | 8             | 1             | 1             | 1             | 0                 | 0                 | 0                 | 0                 | 8        | 1      | 1           | 1          |